# اعتلال الشبكية والجسم الزجاجي الوراثي

## عتلال الشبكية والجسم الزجاجي الوراثي
هو اضطراب وراثي يؤثر على نمو وتطور الاوعية الدموية في شبكية العين.يمكن ان يؤدي هذا المرض إلى ضعف البصر واحيانا إلى كف البصرالكامل في إحدى العينين أو كلاهما، تؤدي هذه الحالة إلى
تسرب السائل المائي ونزيف الاوعية الدموية في الشبكية، ونزيف لاوعية الدمويه غير المكتملة لخلايا الشبكية الطرفية. يمكن ان يؤدي هذا المرض إلى حدوث انثناء في الشبكية وسيلان الدموع وانفصال الشبكية.

## الأسباب
تشمل الأنواع الجينية:
| Locus     | Gene                  | OMIM   | Type |
| --------- | --------------------- | ------ | ---- |
| 11q14-q21 | FZD4                  | 133780 | EVR1 |
| Xp11.4    | NDP                   | 305390 | EVR2 |
| 11p13-p12 | ?(exact gene unknown) | 605750 | EVR3 |
| 11q13.4   | LRP5                  | 601813 | EVR4 |
| 7q31      | TSPAN12               | 613310 | EVR5 |
| 11p11.2   | ZNF408                | 616468 | EVR6 |
| 3p22.1    | CTNNB1                | 617572 | EVR7 |